# Fale
Fale är ett svenskt förnamn som hade namnsdag 14 juli, dels på 1790-talet, dels mellan 1986 och 1992. Fale är även en svensk kortform för det nordiska mansnamnet Fartegn (Farthiegn). Fartegn förekom i Sverige redan på runstenar och i medeltidsbrev.[källa behövs] Det medeltida ortnamnet Falmark i Västerbotten betyder Fales mark.[källa behövs]
I juli 2025 fanns 43 peroner med förnamnet Fale i Sverige.